# 島根県立松江ろう学校
島根県立松江ろう学校（しまねけんりつ まつえろうがっこう）は、島根県松江市にある県立聾学校。聴覚障害のある幼児・児童・生徒が学ぶ。

## 所在地
- 島根県松江市古志町191-6
  - 一畑バス「佐太神社前」停留所から徒歩約20分

## 設置学部
- 幼稚部
- 小学部
- 中学部
- 高等部本科
  - 普通科
  - 産業技術科 - 産業工芸コース、生活デザインコース
- 高等部専攻科
  - 産業工芸科
  - 生活デザイン科
- その他
  - 通級指導教室、教育相談、乳幼児教室

## 沿革
- 1905年（明治38年）
  - 5月8日 - 松江私立盲唖学校として設置認可  創立者　福田平治　福田与志　山本茂樹　　
  - 5月20日 - 松江市母衣町仮校舎にて開校
  - 8月30日 - 松江市殿町に移転
- 1907年（明治40年）5月1日 - 私立松江婦人会盲唖学校と改称
- 1911年（明治44年）9月27日 - 財団法人私立松江盲唖学校と改称
- 1923年（大正12年）4月1日 - 島根県立盲唖学校と改称
- 1947年（昭和22年）4月1日 - 高等部を設置
- 1948年（昭和23年）
  - 3月31日 - 島根県立盲唖学校としては廃止
  - 4月1日 - 島根県立聾学校設置（島根県立盲学校を分離）
- 1950年（昭和25年）7月16日 - 盲学校が分離して移転
- 1953年（昭和28年）4月1日 - 島根県立松江ろう学校と改称（浜田ろう学校設置による）
- 1954年（昭和29年）4月1日 - 高等部に専攻科（2年制）を設置
- 1964年（昭和39年）4月1日 - 幼稚部を設置
- 1974年（昭和49年）4月1日 - 高等部（本科、専攻科）の木材工芸科を産業工芸科に名称変更
- 1979年（昭和54年）4月6日 - 現在地に移転
- 1993年（平成5年）4月1日 - 高等部に普通科、産業技術科を設置